# Harrisburg (Oregon)
Harrisburg é uma cidade localizada no estado norte-americano de Oregon, no Condado de Linn.

## Demografia
Segundo o censo norte-americano de 2000, a sua população era de 2795 habitantes.
Em 2006, foi estimada uma população de 3405, um aumento de 610 (21.8%).

## Geografia
De acordo com o United States Census Bureau tem uma área de
4,2 km², dos quais 4,1 km² cobertos por terra e 0,1 km² cobertos por água. Harrisburg localiza-se a aproximadamente 95 m acima do nível do mar.

## Localidades na vizinhança
O diagrama seguinte representa as localidades num raio de 20 km ao redor de Harrisburg.